# Teoria diferencial de Galois
En matemàtiques, les primitives de certes funcions elementals no es poden expressar com a funcions elementals. Un exemple clàssic de funció d'aquest tipus és {\displaystyle e^{-x^{2}}}, la primitiva de la qual és (tret d'una constant) la funció error, que es troba habitualment en estadística. Altres exemples són {\displaystyle {\frac {\sin(x)}{x}}} i {\displaystyle x^{x}}.
Cal dir que la noció de funció elemental és merament una qüestió de convencions. Es pot decidir d'afegir la funció error a la llista de funcions elementals i, amb aquesta nova llista, la primitiva de {\displaystyle e^{-x^{2}}} és elemental. Ara bé, no importa quant s'estengui la llista de funcions elementals, sempre hi haurà funcions a la llista tals que llurs primitives no hi seran.
La maquinària de la teoria diferencial de Galois permet determinar quan la primitiva d'una funció elemental es pot expressar ó no com una funció elemental. La teoria diferencial de Galois és una teoria que es basa en el model de la teoria de Galois. Mentre que la teoria algebraica de Galois estudia les extensions d'un cos algebraic, la teoria diferencial de Galois estudia les extensions dels cossos diferencials, és a dir cossos amb un operador derivació, D. La major part de la teoria diferencial de Galois és paral·lela a la teoria algebraica de Galois. Una diferència fonamental entre ambdues construccions és que els grups de Galois diferencials solen ser grups de matrius grups de Lie, mentre que en la teoria algebraica els grups de Galois solen ser finits.

## Definicions
Per a qualsevol cos diferencial F, hi ha un subcos
Con(F) = {f de F | Df = 0},
anomenat les constants de F. Donats dos cossos diferencials F i G, G es diu una extensió logarítmica de F si G és una extensió transcendent simple de F tal que 
Dt = Ds/s per algun s de F.
Això té la forma d'una derivada logarítmica. Intuïtivament, es pot veuret com el logaritme d'algun element s de F, en aquest cas, la condició és anàloga a la regla de la cadena ordinària. Però cal recordar que F no està necessàriament equipat amb un únic logaritme; es podrien afegir moltes extensions "pseudo-logarítmiques" a F. De forma semblant, una extensió exponencial és una extensió transcendent simple que satisfà 
Dt = tDs.
Amb la prevenció anterior al cap, aquest element es pot veure com un exponencial d'un element s de F. Finalment, es diu que G és una 'extensió diferencial elemental de F si hi ha una cadena finita de subcossos des de F fins a G on cada extensió de la cadena és o bé algebraica, o bé logarítmica, o bé exponencial.

## Exemple
Com a exemple, el cos C(x) de les funcions racionals d'una sola variable, té un operador derivada donat per la derivada habitual respecte d'aquesta variable. Les constants d'aquest cos són precisament els nombres complexos C.

## Teorema bàsic
Se suposa que F i G són cossos diferencials, amb Con(F) = Con(G), i que G és una extensió diferencial elemental de F. Sian a de F, y de G, i se suposa que Dy = a (en paraules, se suposa que G conté una primitiva de a). Llavors existeix c1, ..., cn de Con(F), u1, ..., un, v de F tal que
{\displaystyle a=c_{1}{\frac {Du_{1}}{u_{1}}}+\dotsb +c_{n}{\frac {Du_{n}}{u_{n}}}+Dv.}
En altres paraules, les úniques funcions que tenen "primitives elementals" (és a dir primitives que pertanyen, en el pitjor dels casos, a una extensió diferencial elemental de F) són aquelles que es poden escriure d'aquesta forma que prescriu el teorema. Així, a nivell intuïtiu, el teorema estableix que les úniques primitives elementals són les "funcions simples" més un nombre finit de logaritmes de funcions "simples".